# برایتلینگن
برایتلینگن (به آلمانی: Brietlingen) یک شهر در آلمان است که در لونبورگ واقع شده‌است. برایتلینگن ۳٬۲۴۰ نفر جمعیت دارد.